# Textielindustrie in Veenendaal
De plaats Veenendaal in de Nederlandse provincie Utrecht kende vroeger een uitgebreide wolindustrie, die in de tweede helft van de 20e eeuw geheel verdwenen is. Het enige wat er van rest is de cholesterolfabriek van Solvay.

## Voorgeschiedenis
Toen op het einde van de 17e eeuw de turfwinning tot een einde kwam, werd omgeschakeld op de verwerking van schapenwol. Deze nijverheid bestond weliswaar reeds ten tijde van de turfwinning, die immers seizoensgebonden was, maar nu werd ze hoofdactiviteit. Er werden immers veel schapen gehouden op de Veluwe en in de Gelderse Vallei. Men kende het wolkammen en wolspinnen. Het wolkammen geschiedde in kleine bedrijfjes die in handen waren van wolkammersbazen. Het spinnen geschiedde in de vorm van thuisarbeid. De gesponnen draad ging weer naar de wolkammerswerkplaats waar het getwijnd werd tot sajet ofwel garen. Dit werd vervolgens geverfd. Het sajet werd verkocht aan weverijen in Holland.

## Industrialisatie
Vanuit de kleinschalige wolkammerij en de thuisweverij ontwikkelden zich industriële bedrijven die Veenendaal de naam Eindhoven van het noorden bezorgden.

### Scheepjeswol

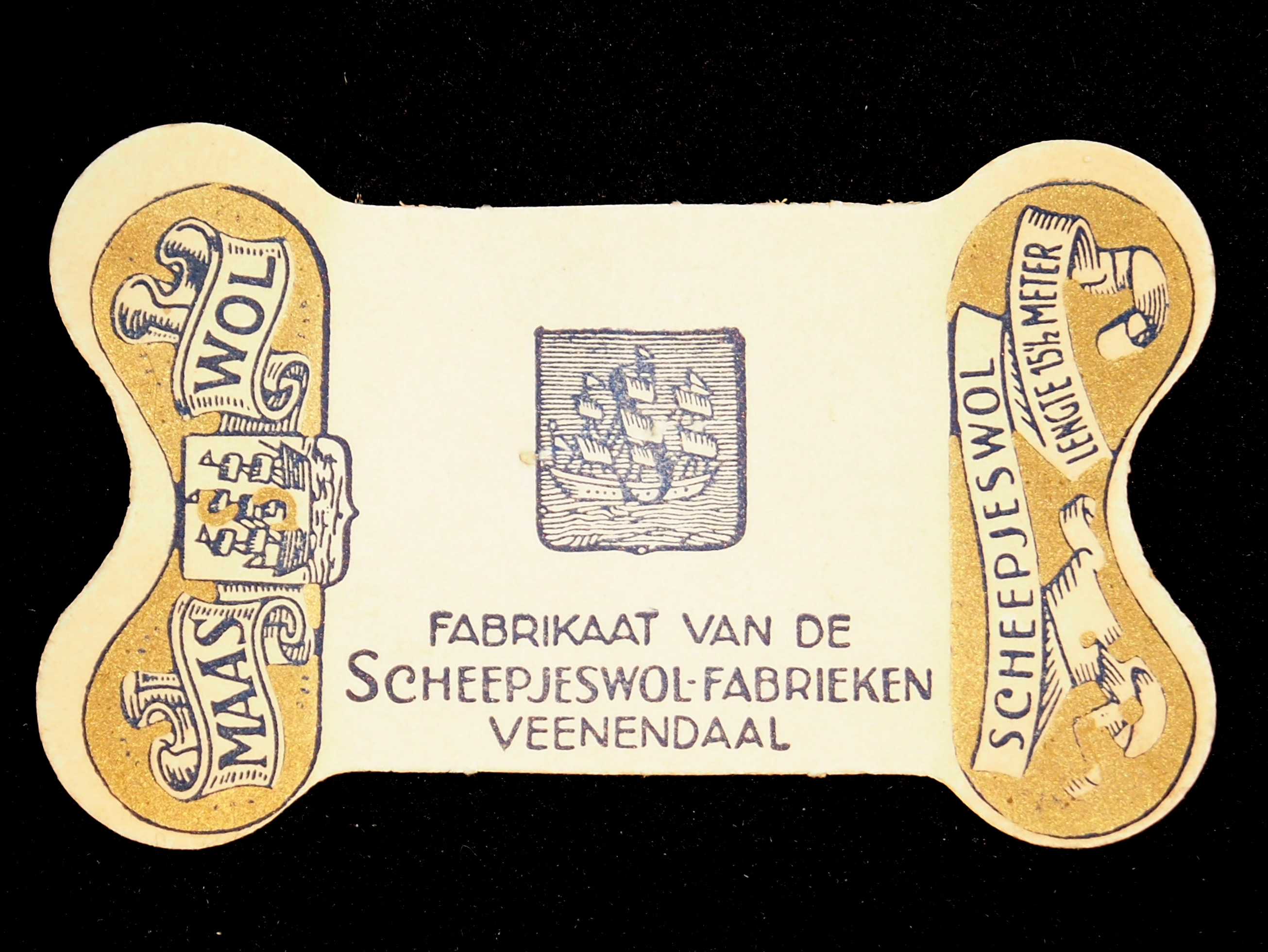
Scheepjeswol

Dirk Stevenszoon van Schuppen was een van de 50 wolkammersbazen die omstreeks 1800 in Veenendaal actief waren. Hij had een tamelijk groot bedrijf met 13 knechten. In 1837 bracht hij zijn wol naar Leiden, waar deze machinaal werd gesponnen. In Veenendaal werd de gesponnen wol dan verder bewerkt. In 1865 werd een stoommachine aangeschaft en weldra groeide de N.V. Veenendaalsche Sajet- en Vijfschachtenfabriek v/h Wed. D.S. van Schuppen en Zoon uit tot een der grotere Veenendaalse bedrijven. In 1865 waren er 65 medewerkers, en dit aantal groeide binnen 20 jaar naar 300. De overgang van huisnijverheid naar industrie verliep geleidelijk en de arbeidsomstandigheden waren beter dan bij de concurrenten, waarbij ook een aantal culturele voorzieningen een rol speelden. Maar smerig en ongezond werk was natuurlijk ook hier wel te vinden. Het bedrijf werd later de Scheepjeswolfabriek genoemd. Het logo van het bedrijf toont een boot, afgeleid van de Samoereus, een binnenvaartschip dat ook gebruikt werd om de turf uit de vervening rond Veenendaal af te voeren. De slagzin was “U vaart er wel bij.” Het bedrijf groeide verder en in 1946 werd het aangevuld met een chemiebedrijf dat in 1969 door Philips-Duphar werd overgenomen en in 1980 door Solvay. Solvay werd echter in 2006 weer overgenomen door Dishman.
De Scheepjeswol ging in 1986 failliet, deze werd echter nog overgenomen door de Leidsche Wolspinnerij (ook uit Veenendaal) welke twee jaar later ook het loodje legde. De gebouwen van de Scheepjeswol (De Schup) werden gesloopt in 1989. Op het terrein werden woningen en het winkelcentrum De Scheepjeshof gebouwd. De Scheepjeswolharmonie, opgericht op 2 januari 1897, was een van de uitingen van de band tussen personeelsleden onderling en het bedrijf. Deze harmonie bestaat, onafhankelijk van de fabriek waarnaar ze genoemd is, nog steeds.
Het merk Scheepjeswol is in februari 2010 overgenomen door de firma De Bondt uit Tynaarlo.

### VSW
De Veenendaalse Stoomspinnerij en Weverij (VSW) werd in 1861 opgericht door een aantal Amsterdamse ondernemers, onder wie Jacob Wolf Bottenheim en Jac. Wilem en Jan Jacob Mijnssen. Het was opgezet als grootonderneming, met een maatschappelijk kapitaal van f 800.000. Tot 1914 was de zetel gevestigd te Amsterdam. Het grootste deel van het personeel bestond in de aanvangsjaren uit jeugdige arbeidskrachten, in 1866 waren 421 van de 669 arbeiders jonger dan 16 jaar. De productie was bestemd voor de export, voor de markt in Nederlands-Indië: calicots, shirting, drill en madapollams. De directie voerden onder meer William Whalley, vervolgens L. M. Bonnike, in 1885 opgevolgd door Thomas Spencer Elce. Bij VSW heersten aanvankelijk slechte en stoffige arbeidsomstandigheden waardoor longaandoeningen vaak voorkwamen. In 1883 brak in dit bedrijf een arbeidsconflict uit vanwege een loonsverlaging van 10%. De directie kwalificeerde de stakers als 'belhamels' en toonde zich ongevoelig voor de wensen van de werkenden. In 1886 werkten hier 765 mensen. Het was het eerste industriebedrijf in Veenendaal en veruit het grootste. In 1928 ondergingen spinnerij en weverij alsmede de eigen krachtcentrale een uitbreiding. In de jaren dertig werd het productieassortiment aangepast: in in 1934 kwam een afdeling voor gerubberde waterdichte textielstoffen tot stand, in 1935 volgde een belangrijke uitbreiding naast de sluiting van de bestaande bandweverij. 
De wederopbouwperiode betekende een uitbreiding en modernisering van gebouwen en installaties. In 1949 nam de Veenendaalsche (zoals het bedrijf gewoonlijk werd aangeduid) voor f 300.000 deel in spinnerij Djantra te Semarang (stad) waarvan de Veenendaalsche de directie voerde. In 1954 verhuisde de fabriek naar het pand van de Frisia Wolspinnerij. In 1979 ging het bedrijf failliet.
De oude fabriekshal werd afgebroken waarvoor een woonzorgcentrum met daaronder een aantal bedrijven voor in de plaats kwam.

### Frisia
In 1874 koopt Dirk van Woudenberg een stuk weiland aan de Kerkewijk, het zogenoemde ‘Duivenweitje’, waarop hij tien jaar later de Machinale Sajet Fabriek D. van Woudenberg vestigt. In de volksmond stond de fabriek bekend als ‘De Woudenbaargse’, bovendien de eerste fabriek in Veenendaal met elektrische verlichting. De naastliggende – toentertijd – dubbele villa werd tussen 1894 en 1898 gebouwd. Dirk van Woudenberg overleed in 1906, zijn zoons Teunis en Ruud zetten het bedrijf voort. In 1907 werd de fabriek door brand verwoest. Twee jaar na de herbouw verkoopt Ruud van Woudenberg de zaak in 1910 aan de heer J. L. Feitz uit Hilversum. Teunis was namelijk overleden en Ruud had geen opvolger, want ook zijn zoon was gestorven. De heer Feitz wijzigt de naam in De Frisia Wolspinnerij N.V. als voortzetting van de in 1884 begonnen Machinale Sajetfabriek van D. van Woudenberg. Frisia is Latijn voor Friesland, de provincie waaruit Feitz’ voorouders kwamen. Omstreeks 1955 werd de Frisia fabriek - en tevens van de Hollandia Wol- en Kousenfabrieken - overgenomen door Clos & Leembruggen uit Leiden. Naast het vervaardigen van zuiver wollen garens worden ook - met veel succes - garens van kunst- en synthetische vezels op de markt gebracht. De export geschiedt onder andere naar Duitsland, Scandinavië, Oostenrijk, Zwitserland, het Midden-Oosten,
Noord- en Midden Amerika en naar diverse Afrikaanse landen. Eind jaren zestig krijgt het bedrijf steeds meer last van
internationale concurrentie. Uiteindelijk gaat Clos & Leembruggen - en daarmee de Frisia Wolspinnerij en Hollandia Wol- en Kousenfabriek - in 1979 failliet. Het complex aan de Kerkewijk wordt in 1979 door de Gemeente Veenendaal aangekocht. De fabriek wordt in 1980 gesloopt ten gunste van de bouw van theater ‘De Lampegiet’. Slechts de villa aan Kerkewijk 8 bleef bewaard. De villa – inmiddels bekend als Frisia Villa – huisvest een aantal jaren de Muziekschool Veenendaal, waarna het Rijksmonument in 1991 wordt gekocht door P.A. (Piet) van Schuppen jr. Sinds die tijd worden de verschillende kamers in het markante pand verhuurd aan diverse bedrijven. In 2018 neemt Restaurant ’t Zusje haar intrek in de Frisia Villa. 

### Rhenense Cravattenfabriek
In 1899 werd een fabriek gesticht door de N.V. Rhenensche Cravatten- en Confectiefabriek aan Kerkewijk 111. Dit bedrijf ging omstreeks 1910 failliet en Roesingh kwam er in. Het pand brandde in 1930 uit maar werd herbouwd. In 1937 kwam het complex in handen van de sigarenindustrie. Het gebouw werd in de volksmond de Karavat genoemd.

### Roessingh
Deze fabriek werd in 1919 opgericht op Kerkewijk 115 door de Twentse fabrikantenfamilie Roessingh, die ook eigenaar was van het gelijknamige bedrijf in Enschede dat reeds in 1804 was opgericht. In 1937 kwam het complex in handen van de sigarenindustrie, nadat Roesingh failliet was gegaan.

### Van Leeuwen
De Firma Gebroeders Van Leeuwen (Stoom Sajet- en Kousenfabriek 'De Hoop', later Hollandia Wol- en Kousenfabrieken) werd in 1878 opgericht door de Gebroeders Hendrik en Jacob van Leeuwen, die voortkwamen uit een geslacht van wolkammersbazen waarvan het bedrijf reeds in 1789 werd opgericht. In 1893 werd een oude bierbrouwerij aan het Verlaat aangekocht. In 1921 werd een tweede vestiging opgericht in een oude suikerfabriek in Arnhem. In 1939 werkten bij het bedrijf zo'n 700 mensen. Van het nu failliete bedrijf aan het Verlaat bleven de buitenmuren en de laatste gemetselde schoorsteen in Veenendaal bewaard. Het gebouw zal worden ingericht als cultureel centrum.

## Latere textielbedrijven
In de loop van de 20e eeuw zouden er nog de volgende bedrijven bij komen.
- Hollandia Tricotagefabriek (in 1937 voortgekomen uit de Gebroeders Van Leeuwen)
- N.V. Textielfabriek Veenendaal
- N.V. Nederlandsche Wolspinnerij, zie: Leidsche Wolspinnerij
- Wolspinnerij Louis Feitz N.V.

In 1930 werkten er van de Veenendalers 2000 mensen in de textielindustrie, in 1950 ging het om 3000 mensen. Ook de sigarenindustrie ontwikkelde zich. In de jaren 70 van de 20e eeuw verdwenen vrijwel alle traditionele bedrijven in de textiel- en de sigarensector. Dit kwam onder meer door de concurrentie uit lage-lonenlanden en door het wegvallen van de markt in Indonesië. Nieuwe bedrijven, zoals die in de metaalsector, zorgden ervoor dat er werkgelegenheid bleef bestaan.

## Referentie
- Historisch Museum 't Kleine Veenloo, dat de geschiedenis van de Wol- en Sigarenindustrie (Veenendaal) van Veenendaal met een collectie gerelateerde objecten in kaart brengt.

1. ↑  Veenendaal op de kaart